# 芒特普萊森特鎮區 (阿肯色州斯科特縣)
芒特普萊森特鎮區（英語：Mount Pleasant Township）是位於美國阿肯色州斯科特縣的一個行政鎮區。

## 地方資料
芒特普萊森特鎮區的面積為73.13平方千米，當中陸地面積為72.79平方千米，而水域面積為0.34平方千米。根據2010年美國人口普查的數據，當地共有人口515人，而人口密度為每平方千米7.04人。